# Troisième circonscription de Hokkaidō
La troisième circonscription de Hokkaidō (北海道第3区, Hokkaidō dai-san-ku) est l'une des douze circonscriptions législatives que compte la préfecture de Hokkaidō au Japon.

## Description géographique
Entre 1994 et 2002, la troisième circonscription de Hokkaidō correspondait, dans la ville de Sapporo, aux arrondissements de Shiroishi et Toyohira. En 2002, elle se voit adjoindre l'arrondissement de Kiyota mais, en 2022, elle perd une partie de l'arrondissement de Shiroishi au profit de la cinquième circonscription,,.

## Députés
| Législature | Début de mandat | Fin de mandat | Député élu           | Parti politique | Parti politique |
| ----------- | --------------- | ------------- | -------------------- | --------------- | --------------- |
| 41e         | 1996            | 2000          | Gaku Ishizaki (ja)   |                 | PLD             |
| 42e         | 2000            | 2003          | Satoshi Arai (ja)    |                 | PDJ             |
| 43e         | 2003            | 2005          | Satoshi Arai (ja)    |                 | PDJ             |
| 44e         | 2005            | 2009          | Gaku Ishizaki        |                 | PLD             |
| 45e         | 2009            | 2012          | Satoshi Arai         |                 | PDJ             |
| 46e         | 2012            | 2014          | Hirohisa Takagi (ja) |                 | PLD             |
| 47e         | 2014            | 2017          | Hirohisa Takagi (ja) |                 | PLD             |
| 48e         | 2017            | 2021          | Satoshi Arai         |                 | PDC             |
| 49e         | 2021            | 2024          | Hirohisa Takagi      |                 | PLD             |
| 50e         | 2024            | -             | Yutaka Arai (ja)     |                 | PDC             |